# Hiunivka, Prîmorsk
Hiunivka (în ucraineană Гюнівка) este localitatea de reședință a comunei Hiunivka din raionul Prîmorsk, regiunea Zaporijjea, Ucraina.

## Demografie
Componența lingvistică a localității Hiunivka
     Rusă (52,75%)
     Bulgară (34,11%)
     Ucraineană (13,14%)
Conform recensământului din 2001, majoritatea populației localității Hiunivka era vorbitoare de rusă (52,75%), existând în minoritate și vorbitori de bulgară (34,11%) și ucraineană (13,14%).